# Chiesa anglicana in America
La Chiesa anglicana in America (The Anglican Church in America o ACA) è una chiesa del Movimento anglicano di continuazione ed è la branca statunitense della Comunione anglicana tradizionale; fa inoltre parte della Federazione di Chiese anglicane nelle Americhe. La Chiesa anglicana in America si è separata dalla Chiesa episcopale degli Stati Uniti d'America, a sua volta membro della Comunione anglicana centrata sull'arcivescovo di Canterbury.

## Storia
La Chiesa anglicana in America è stata fondata nel 1991 in seguito a lunghe negoziazioni tra la Chiesa anglicana cattolica e la Chiesa americana episcopale. Queste negoziazioni erano tese al superamento della mancanza di unità nel Movimento anglicano di continuazione, risultato che fu solo in parte raggiunto. La maggior parte delle parrocchie della Chiesa anglicana cattolica rifiutarono di confluire nella nuova Chiesa anglicana in America, col risultato che la Chiesa anglicana cattolica continuò ad esistere, mentre le restanti parrocchie e alcuni vescovi si unirono alla Chiesa americana episcopale andando a formare la nuova chiesa. Nel 1995, alcune parrocchie che in precedenza avevano fatto parte della Chiesa americana episcopale, principalmente nell'est e nel nord-ovest Pacifico, ruppero con la Chiesa anglicana in America e formarono la Provincia anglicana d'America sotto la leadership del vescovo Walter Grundorf.
Dal 2006, la Comunione anglicana tradizionale è attivamente impegnata in un dialogo con la Chiesa cattolica e sta tentando di entrare in comunione con Roma continuando a mantenere alcuni aspetti della sua eredità Anglicana. Il Vaticano non ha ancora formalmente preso provvedimenti in merito a questa iniziativa, benché parte del clero cattolico abbia in privato commentato che pensa che esistano possibilità di riuscita. Nel frattempo la Chiesa anglicana in America, tramite i suoi vescovi, ha stabilito che è interessata all'unione in qualunque modo Roma desideri metterla in atto. Allo stesso tempo, la Chiesa anglicana in America ha accettato molti insegnamenti della chiesa cattolica tradizionalmente rigettati dagli anglicani e che furono specificamente rifiutati col documento fondante del Movimento anglicano di continuazione, l'affermazione di St. Louis. Sempre dal 2006 la Chiesa anglicana in America è membro fondatore della Federazione delle Chiese anglicane nelle Americhe.
La Chiesa anglicana in America dichiara circa 100 parrocchie per un totale di circa 5200 membri. Il primate è George D. Langberg, vescovo della diocesi del Nordest e già vicepresidente del Collegio episcopale della chiesa.
Il 25 luglio 2007 la Diocesi Orientale della Provincia anglicana di Cristo Re lasciò la sua Chiesa originaria per unirsi alla Chiesa anglicana in America; diverse parrocchie hanno però deciso di rimanere nella Provincia anglicana di Cristo Re.

## Struttura
La Chiesa anglicana in America è divisa in 7 diocesi:
- Diocesi degli Stati Uniti Orientali, comprendente Alabama (1 parrocchia), Delaware, Distretto di Columbia, Florida (6), Georgia (1), Kentucky (1), Maryland (1), Mississippi (3), New Jersey (1), Carolina del Nord (5), Ohio (1), Pennsylvania (4), Carolina del Sud (1), Tennessee, Virginia (2) e Virginia Ovest; la cattedrale è ad Orlando (Florida) e il vescovo è Louis Campese.
- Diocesi della valle del Missouri comprendente Arkansas (1), Colorado (3), Illinois (2), Indiana (1), Iowa (2), Kansas (4), Michigan (1), Minnesota (1), Louisiana, Missouri (1), Nebraska (1), Nord Dakota, Oklahoma, Sud Dakota (1),  Texas (3) e Wisconsin (2); la cattedrale è a Quincy (Illinois) e il vescovo è Stephen Strawn (succeduto a Louis Falk).
- Diocesi dell'Ovest comprendente Alaska (1), Arizona (6), California (8), Hawaii (1), Idaho, Montana (1), Nevada, Nuovo Messico, Oregon (2), Utah, Washington (3) e Wyoming; la cattedrale è a Fountain Valley (California) e il vescovo è Daren Williams.
- Diocesi del Nordest comprendente Connecticut (3), Maine (4), Massachusetts (3), New Hampshire (11), New York (8), Rhode Island e Vermont (1); il vescovo ordinario è George Langberg (Primate della Chiesa), coadiuvato dal vescovo ausiliario Brian Marsh.
- Diocesi dell'America Centrale che comprende tutti i Paesi dell'America Latina; il vescovo è Ruben Rodriguez
- Diocesi di Porto Rico; il vescovo è Juan García
- Cappellania militare; il vescovo è David Moyer